# Ungarsk rapsodi nr. 2
"Ungarsk rapsodi nr. 2" eller "Ungarsk rapsodi nr. 2 i C-mol" (S.244:2) er den anden af 19 Ungarske rapsodier af komponisten Franz Liszt og formodentlig den mest kendte fra samlingen.
I såvel sin originale udgave for soloklaver og i orkesterversionen er dette stykke for eksempel brugt i talrige tegnefilm. Temaet har ligeledes været brugt som udgangspunkt for en række populære sange.

## Baggrund
Den ungarskfødte komponist og pianist Franz Liszt var stærkt præget af den musik, han hørte i sin ungdom, særligt den ungarske folkemusik med dens specielle sigøjnerskala, rytmiske spontanitet og det direkte forførende udtryk. Disse elementer kom til at spille en fremtrædende rolle i Liszts kompositioner. Skønt den produktive komponists værker er meget varierede i stil, er en ganske betragtelig del af dem af nationalistisk karakter, og de Ungarske rapsodier kan siges at være typiske for dette.
"Ungarsk rapsodi nr. 2" fra 1847, der er tilegnet grev László Teleki, blev i første omgang udgivet som soloklaverstykke i 1851 af Senff og Ricordi. Stykket blev hurtigt populært på koncertscenerne, og det førte til, at komponisten sammen med Franz Doppler udarbejdede et orkesterarrangement, udgivet af Schuberth. Endelig arrangerede Liszt en version for to klaverer i 1874, udgivet det følgende år ligeledes af Schuberth.
Stykket består af to dele: en lassan og en friska. Første del er langsom, dramatisk og alvorlig, mens anden del er medrivende med sin enkle skift i harmonisering mellem tonika og dominant, sin energiske rytme og betagende virtuositet.